# Sistine Stallone
Sistine Rose Stallone, född 27 juni 1998 i Los Angeles, Kalifornien, är en amerikansk modell och skådespelerska. Hon började sin skådespelarkarriär i skräckfilmen 47 Meters Down: Uncaged som är regisserad av Johannes Roberts. Hon är dotter till skådespelaren Sylvester Stallone och den forna modellen Jennifer Flavin och har fyra syskon (två helsyskon och två halvsyskon), varav halvbrodern Sage dog 2012.